# Puñal

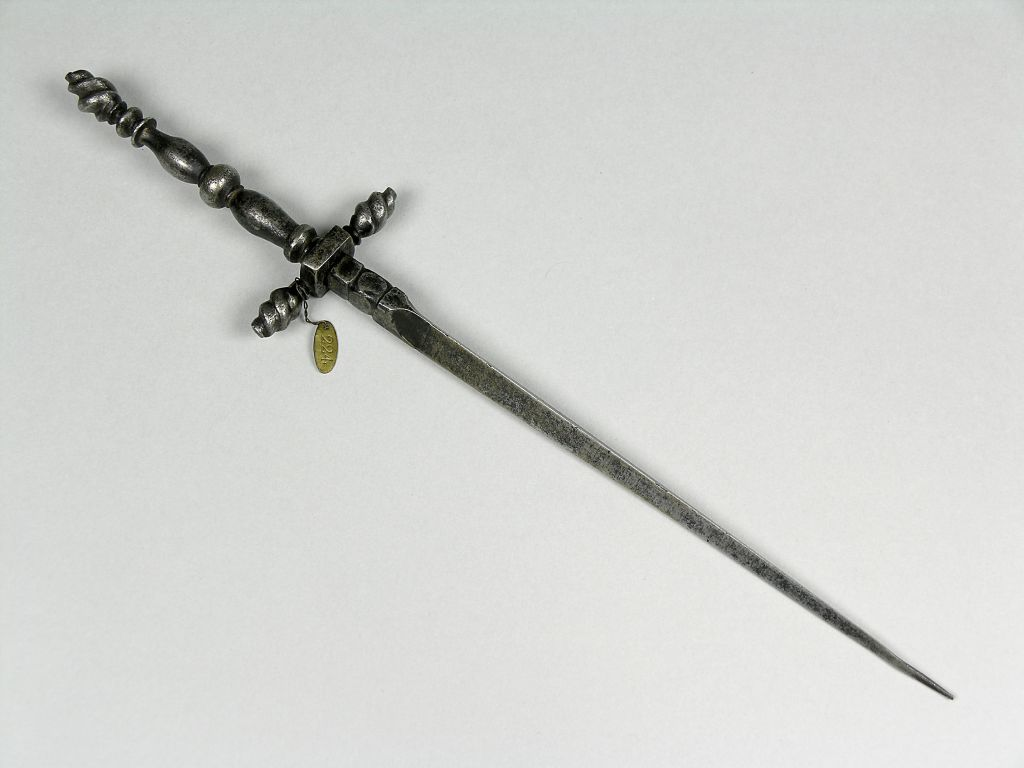
Puñal. Colección del Thinktank museum.

El puñal es un arma blanca, similar al cuchillo, cuya hoja es triangular y está diseñada para matar personas o animales. A diferencia de la navaja, no se puede plegar. Mide entre 20 y 30 cm de largo y solo hiere con la punta. También se utiliza como arma defensiva de un soldado, después de su pistola.
Antiguos tipos de puñal:
1. Bayoneta: Puñal que se coloca en la boca de un fusil.
2. Almarada: Puñal agudo de tres aristas sin filo.
3. Daga: Puñal de hoja larga, plana y puntiaguda.
4. Gumía: Daga ligeramente encorvada usada por los moros.
5. Estilete: Puñal pequeño de hoja muy estrecha y muy aguda.
6. Pugio: Puñal usado por los soldados romanos.

## Historia

### Antigüedad

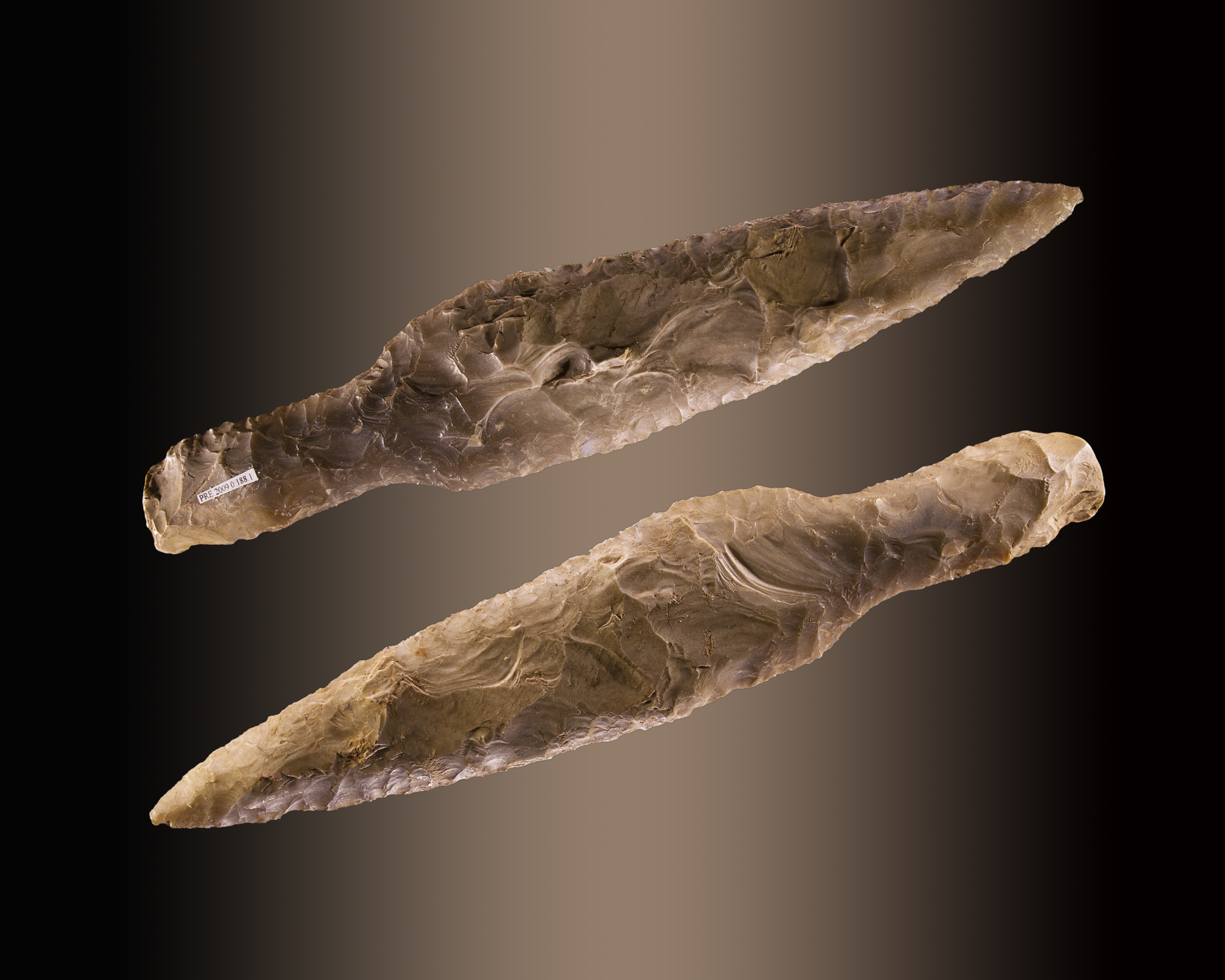
Una daga del Neolítico del Museo de Toulouse.

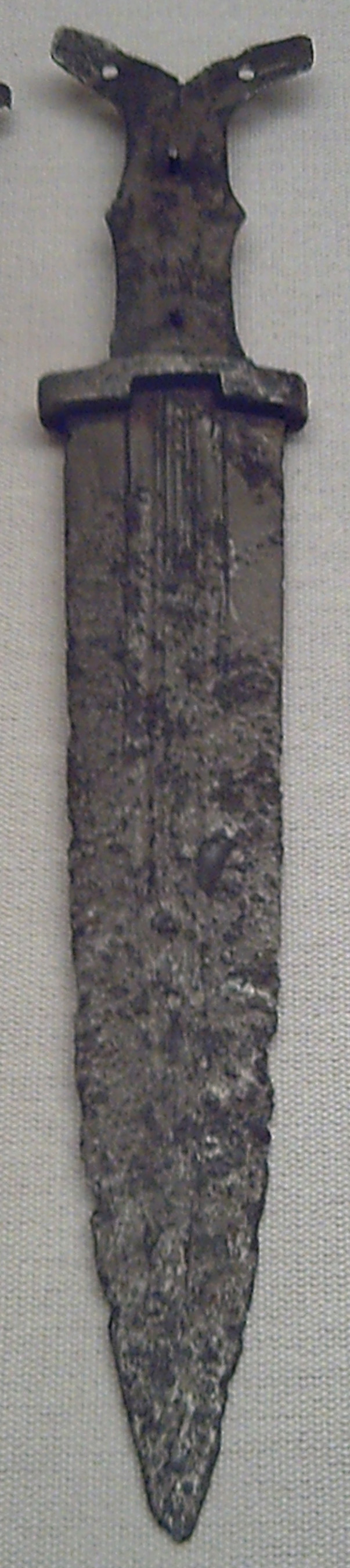
Daga de hierro ibérica prerromana forjada entre mediados del y el

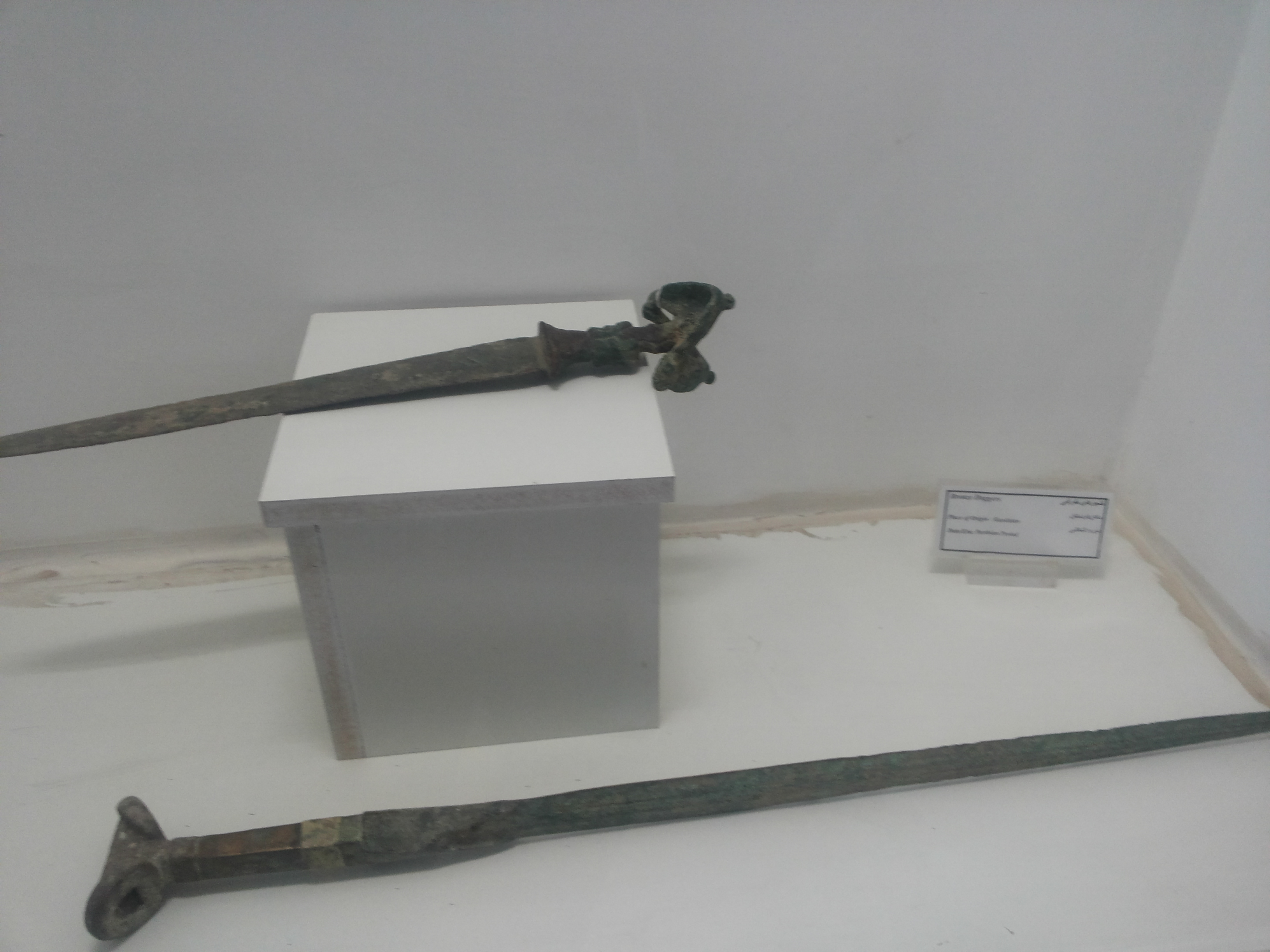
Espadas de la Edad de Bronce, Kurdistán, museo de Sanandaj.

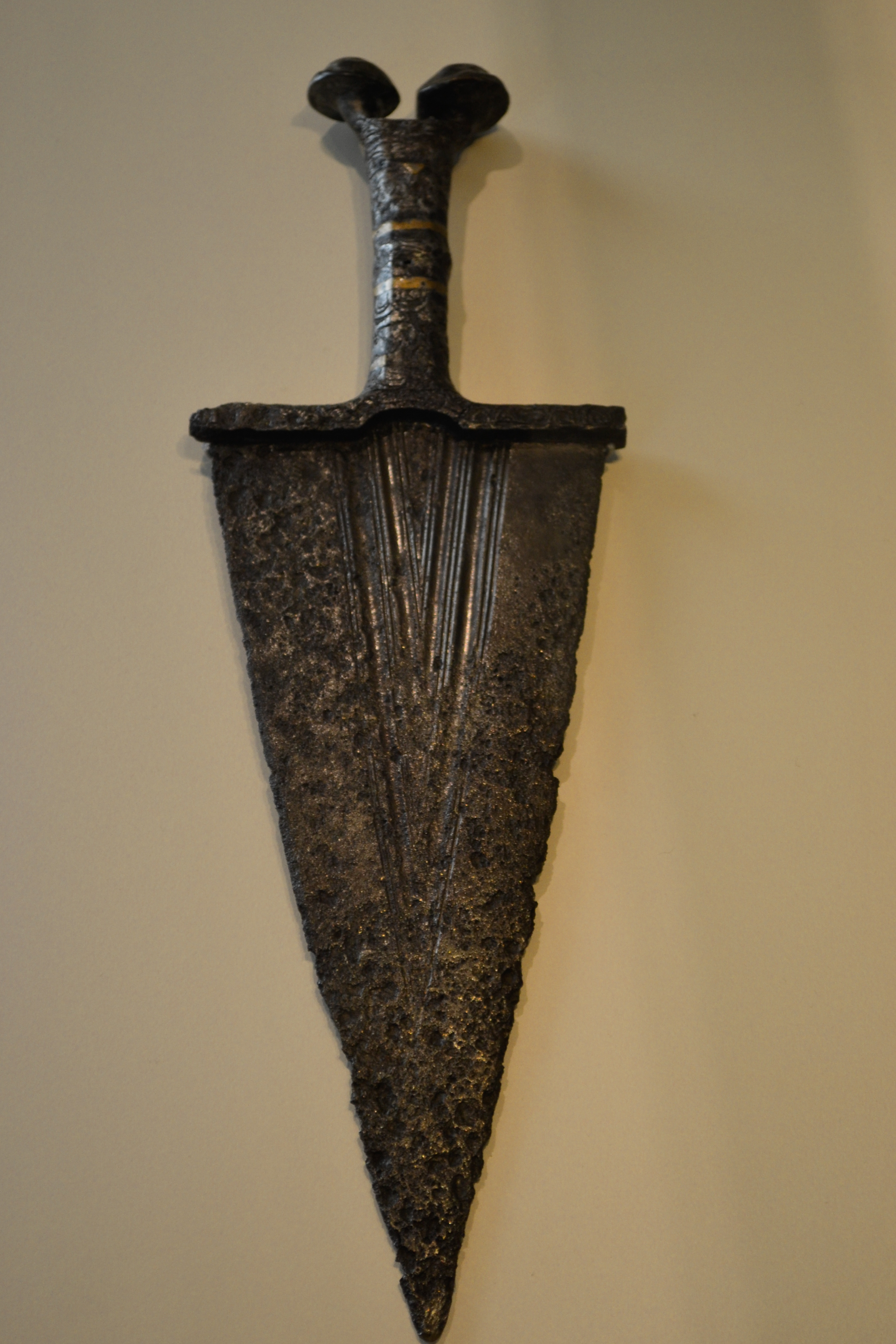
Daga triangular ibérica de hierro.

Las primeras dagas estaban hechas de materiales como sílex, marfil o hueso en el Neolítico.
Las dagas de cobre aparecieron por primera vez a principios de la Edad de Bronce, en el tercer milenio a. C., y dagas de cobre del Minoico temprano III (2400-2000 a. C.) fueron recuperadas en Knossos.

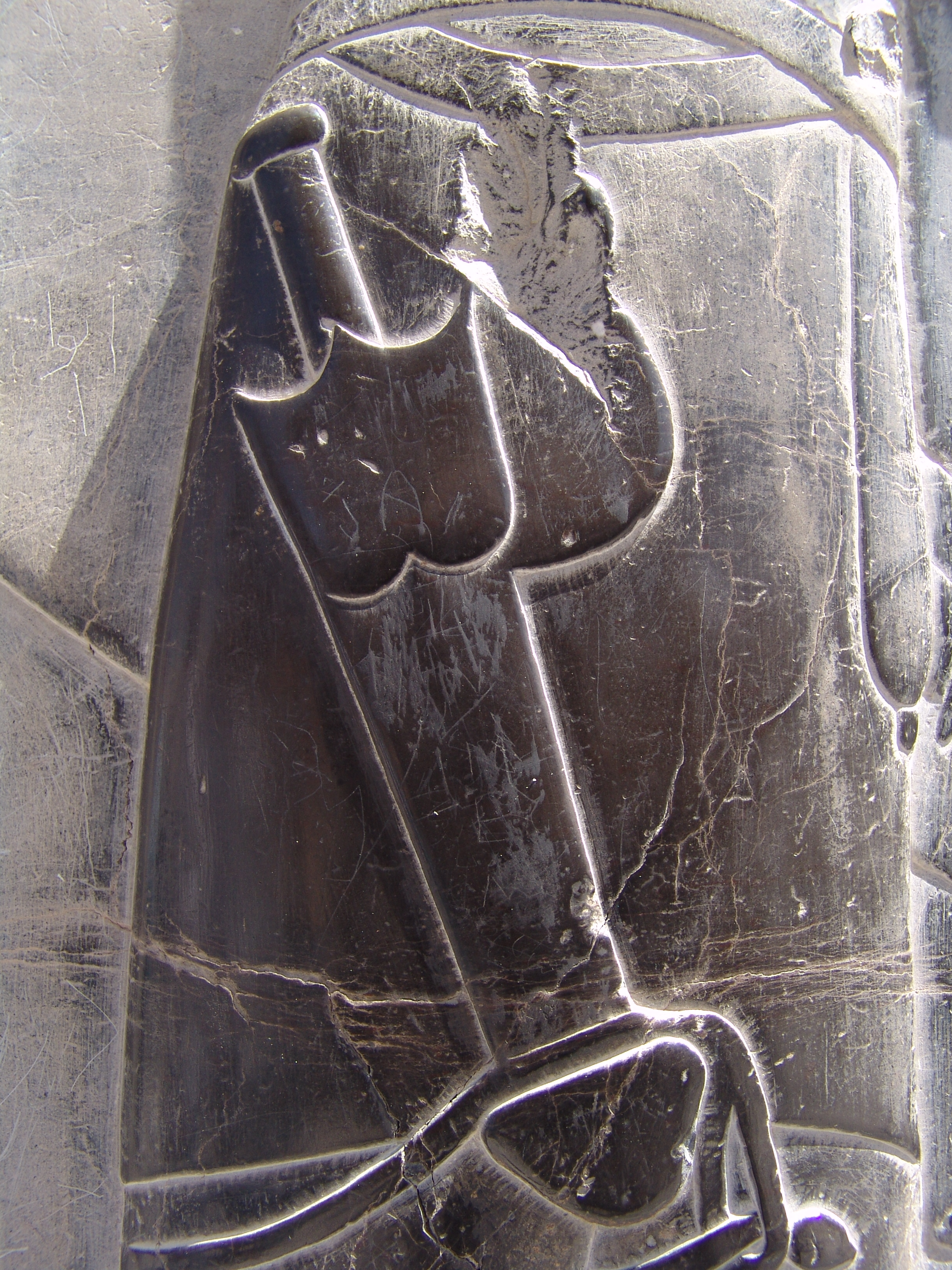
Relieve de akinakes, un tipo de daga antigua, llevada por un guardia del Imperio aqueménida en Persépolis.

En el Egipto antiguo, las dagas solían ser de cobre o bronce, mientras que la realeza tenía armas de oro. Al menos desde el Egipto predinástico, (c. 3100 a. C.) las dagas se adornaban como objetos ceremoniales con empuñaduras de oro y, posteriormente, con una construcción aún más ornamentada y variada. Se recuperó una de las primeras dagas de plata con diseño de nervio medio. La apertura en 1924 de la tumba de Tutankamón reveló dos dagas, una con hoja de oro y otra de hierro fundido. Se sostiene que las momias de la Undécima Dinastía fueron enterradas con sables de bronce; y hay una daga de bronce de Thut-mes III. (Dinastía XVIII), hacia el año 1600 a. C., y armaduras, espadas y puñales de bronce de Mene-ptah II. de la (Dinastía XIX) hacia el año 1300 a. C.
La producción de hierro no comenzó hasta el año 1200 a. C., y el mineral de hierro no se encontraba en Egipto, por lo que la daga de hierro era rara, y el contexto sugiere que la daga de hierro se valoraba en un nivel igual al de su homólogo de oro ceremonial. Estos hechos, y la composición de la daga habían sugerido durante mucho tiempo un origen meteorítico, sin embargo, la evidencia de su origen meteorítico no fue del todo concluyente hasta junio de 2016, cuando los investigadores que utilizaron la espectrometría de fluorescencia de rayos X confirmaron proporciones similares de metales (Hierro, 10 % de níquel y 0,6 % de cobalto) en un meteorito descubierto en la zona, depositado por una antigua lluvia de meteoros.
Uno de los primeros objetos fabricados con hierro fundido es una daga que data de antes del año 2000 a. C., encontrada en un contexto que sugiere que era tratada como un objeto ornamental de gran valor. Encontrada en una tumba real hathatica fechada hacia el 2500 a. C., en Alaca Höyük, en el norte de Anatolia, la daga tiene una hoja de hierro fundido y un mango de oro.
Los artesanos y herreros de Iberia en lo que hoy es el sur de España y el suroeste de Francia produjeron varias dagas y espadas de hierro de gran calidad desde el siglo V al III a. C., con ornamentación y patrones influenciados por la cultura griega, púnica (cartaginesa) y fenicia. La excepcional pureza del hierro de los Ibéricos y el sofisticado método de forja, que incluía el martilleo en frío, produjo armas de doble filo de excelente calidad. Se pueden encontrar diseños tecnológicamente avanzados como cuchillos plegables oxidados entre los artefactos de muchos entierros de cremación de la Segunda Edad del Hierro ibérica o en excavaciones del Imperio romano por toda España y el Mediterráneo. Los infantes ibéricos llevaban varios tipos de puñales de hierro, la mayoría de ellos basados en versiones acortadas de espadas de doble filo, pero el verdadero puñal ibérico tenía una hoja de forma triangular. Las dagas y espadas ibéricas fueron adoptadas más tarde por Aníbal y sus ejércitos cartagineses. Los Lusitanii, un pueblo pre-céltico que dominaba las tierras al oeste de Iberia (la mayor parte del actual Portugal y Extremadura) resistieron con éxito al Imperio romano durante muchos años con una variedad de tácticas innovadoras y armas ligeras, incluyendo lanzas de hoja de hierro cortas y dagas modeladas según patrones ibéricos.
Durante el Imperio romano, a los legionarios se les entregaba un pugio (del latín pugnō, o "lucha"), un puñal de hierro de doble filo con una hoja de 7 a 12 pulgadas. El diseño y la fabricación del pugio fueron tomados directamente de las dagas y espadas cortas ibéricas; los romanos incluso adoptaron la daga ibérica de hoja triangular, a la que llamaron parazonium. Al igual que el gladius, el pugio se utilizaba más a menudo como arma de empuje (punzante). Como arma de combate cuerpo a cuerpo, el pugio era la última línea de defensa del soldado romano. Cuando no estaba en batalla, el pugio servía como un práctico cuchillo utilitario.

### Edad Media
El término daga aparece sólo en la Baja Edad Media, reflejando el hecho de que, si bien la daga había sido conocida en la antigüedad, había desaparecido durante la Alta Edad Media, sustituida por el cuchillo de cortar o seax.

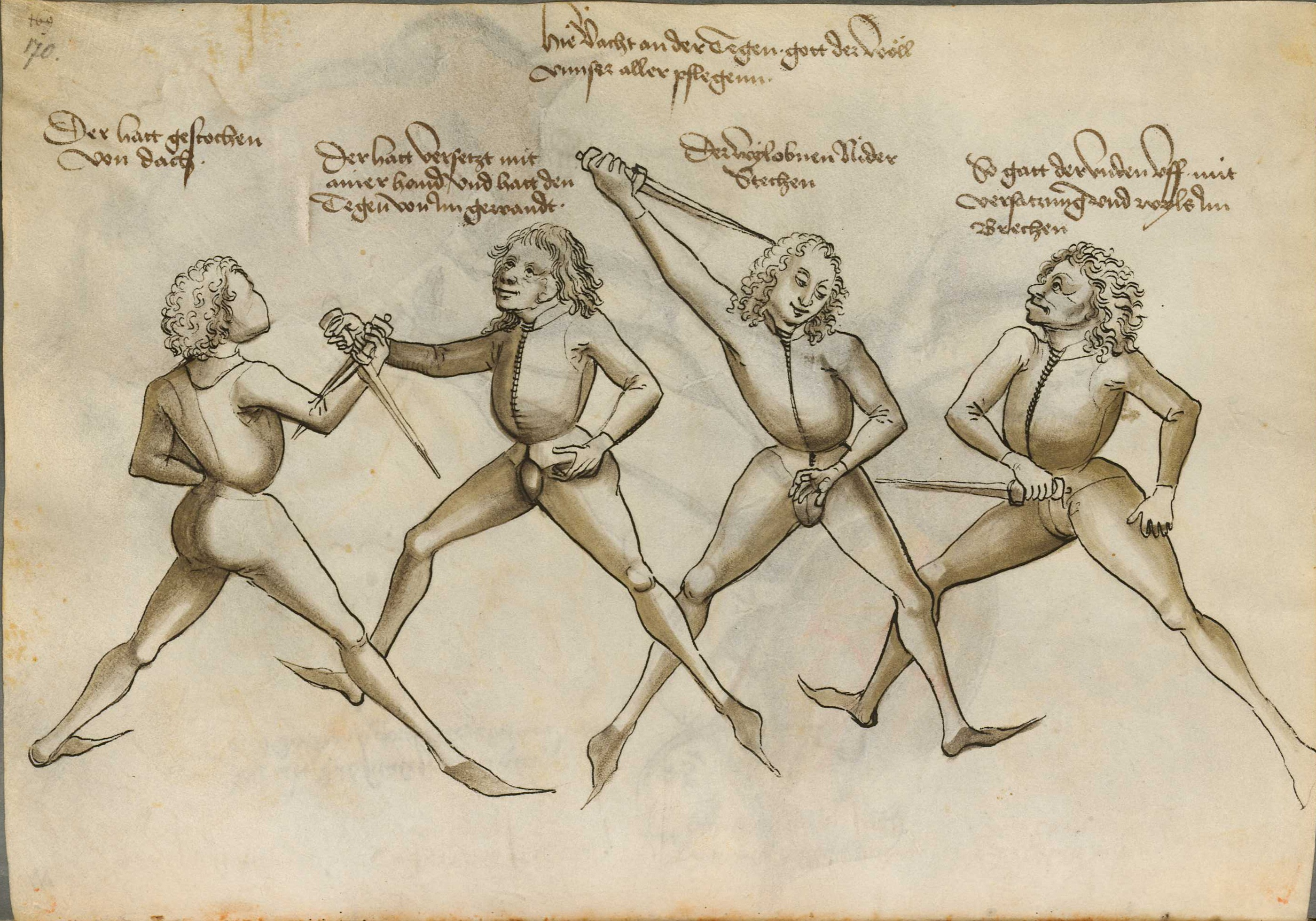
Descripción del combate con la daga (degen) en Hans Talhoffer (1467).

La daga reapareció en el siglo XII como «daga de caballero», o más propiamente daga de empuñadura cruzada o quillón, y se convirtió en un arma y herramienta común para uso civil a finales del período medieval.

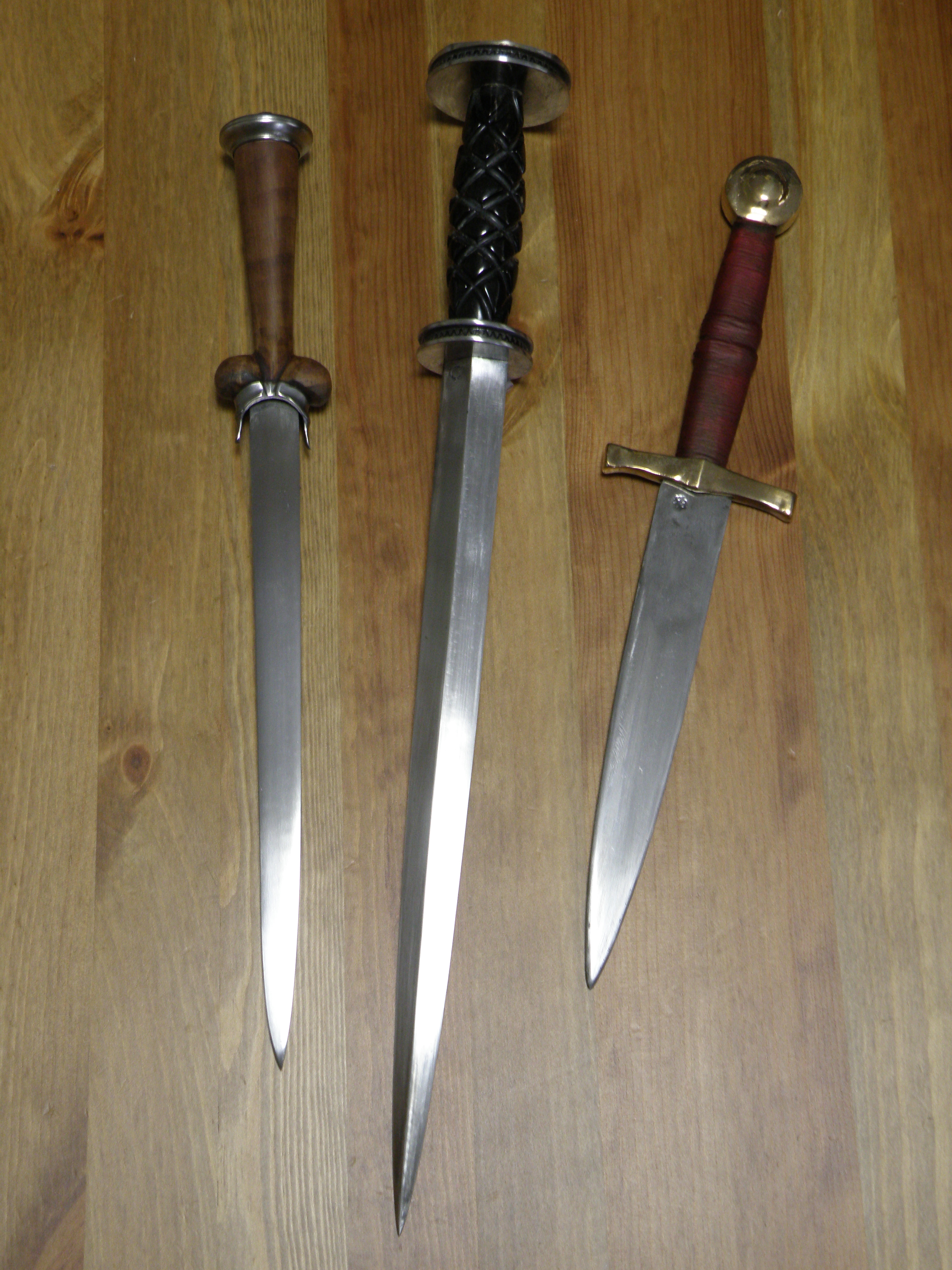
Reproducciones modernas de dagas medievales. De izquierda a derecha: daga Ballock, daga Rondel, y una daga Quillon.

La primera representación conocida de una daga con empuñadura en cruz es el llamado «relieve de Guido» en el interior del Grossmünster de Zürich (c. 1120). En la Biblia de Morgan (c. 1240) se encuentran varias representaciones de la daga con empuñadura en cruz completamente desarrollada.
Muchas de estas dagas de empuñadura cruzada se asemejan a espadas en miniatura, con guardas cruzadas y pomos muy similares en forma a las espadas de la época. Otros, sin embargo, no coinciden exactamente con los diseños de las espadas conocidas, teniendo, por ejemplo, tapas de pomo, grandes pomos huecos en forma de estrella en las llamadas "dagas heráldicas borgoñonas" o cruz y pomo estilo antena, que recuerdan a las dagas de la época de Hallstatt.
El tipo de empuñadura en cruz persistió hasta bien entrado el Renacimiento.
El término francés antiguo dague parece haberse referido a estas armas en el siglo XIII, junto a otros términos como poignal y basilard. El término dagga  en inglés medio se utiliza a partir de la década de 1380.
Durante esta época, la daga se empleaba a menudo en el papel de arma de defensa secundaria en el combate cuerpo a cuerpo.  La daga caballeresca evolucionó hacia el cuchillo baselard de mayor tamaño en el siglo XIV. Durante el siglo XIV, se hizo bastante común que los caballeros lucharan a pie para reforzar la línea defensiva de la infantería. Esto hizo necesario un mayor uso de la daga. En Agincourt (1415) los arqueros las utilizaron para despachar a los caballeros desmontados clavando las estrechas hojas a través de los respiraderos de los cascos y otras aberturas. El baselard se consideraba un intermedio entre una espada corta y una daga larga, y se hizo popular también como arma civil. Sloane MS. 2593 (c. 1400) registra una canción que satiriza el uso de cuchillos baselard de gran tamaño como accesorios de moda. Las armas de este tipo llamadas anelace, a medio camino entre una daga grande y una espada corta, eran muy utilizadas en la Inglaterra del siglo XIV como accoutrements de los civiles, que se llevaban «suspendidos por una anilla de la faja».
En la Baja Edad Media, los cuchillos con diseños de hoja que enfatizaban los ataques de empuje, como el estilete, se hicieron cada vez más populares, y algunos cuchillos de empuje comúnmente denominados «puñales» dejaron de tener un filo. Esto fue una respuesta al despliegue de armaduras pesadas, como la malla y la armadura de placas, en las que los ataques cortantes eran ineficaces y se centraban en las estocadas con hojas estrechas para atravesar la cota de malla o apuntar a las intersecciones de las placas de la armadura (o a las rendijas de los ojos de la visera del casco). Estas armas de empuje bajomedievales se clasifican a veces, por la forma de su empuñadura, como redonda, bolo o oreja.
El término daga se acuña en esta época, al igual que los equivalentes del alemán moderno temprano dolch (tolch) y degen (tegen).
En la escuela alemana de esgrima, Johannes Liechtenauer (Ms. 3227a) y sus sucesores (concretamente Andrés Lignizer en el Cód. 44 A 8) enseñaban a luchar con la daga.
Estas técnicas se asemejan en algunos aspectos a la lucha con cuchillo moderna, pero enfatiza los golpes de empuje casi exclusivamente, en lugar de los cortes y tajos.  Cuando se utilizaba de forma ofensiva, un ataque estándar empleaba frecuentemente la empuñadura inversa o picahielo, apuñalando hacia abajo con la hoja para aumentar el empuje y la fuerza de penetración.  Esto se hacía principalmente porque la punta de la espada tenía que penetrar o separar la cota de malla o la armadura de placas de un oponente para causarle una herida.  La desventaja de emplear la daga medieval de esta manera era que podía ser fácilmente bloqueada por una variedad de técnicas, más notablemente por un bloqueo con el brazo sin arma mientras se atacaba simultáneamente con un arma sostenida en la mano derecha.  Otra desventaja era la reducción del alcance efectivo de la hoja hacia el adversario cuando se utilizaba una empuñadura invertida.  A medida que el uso de la armadura caía en desgracia, comenzaron a evolucionar las técnicas de lucha con daga que enfatizaban el uso de la daga con una empuñadura convencional o hacia delante, mientras que la empuñadura inversa o de picahielo se mantenía cuando se atacaba a un oponente desprevenido por detrás, como en un asesinato.

### Período renacentista y moderno temprano

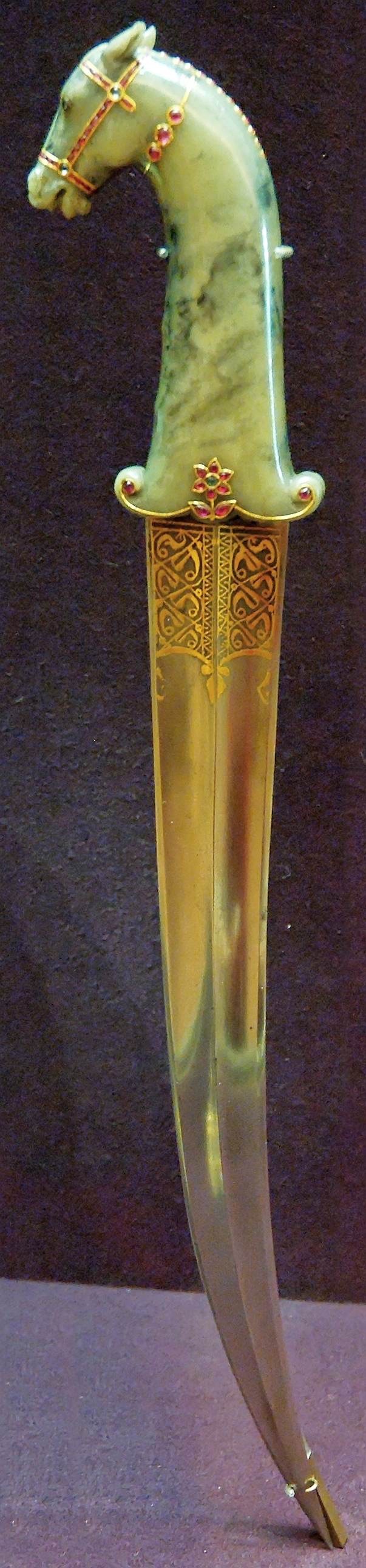
Daga mogola, Louvre.

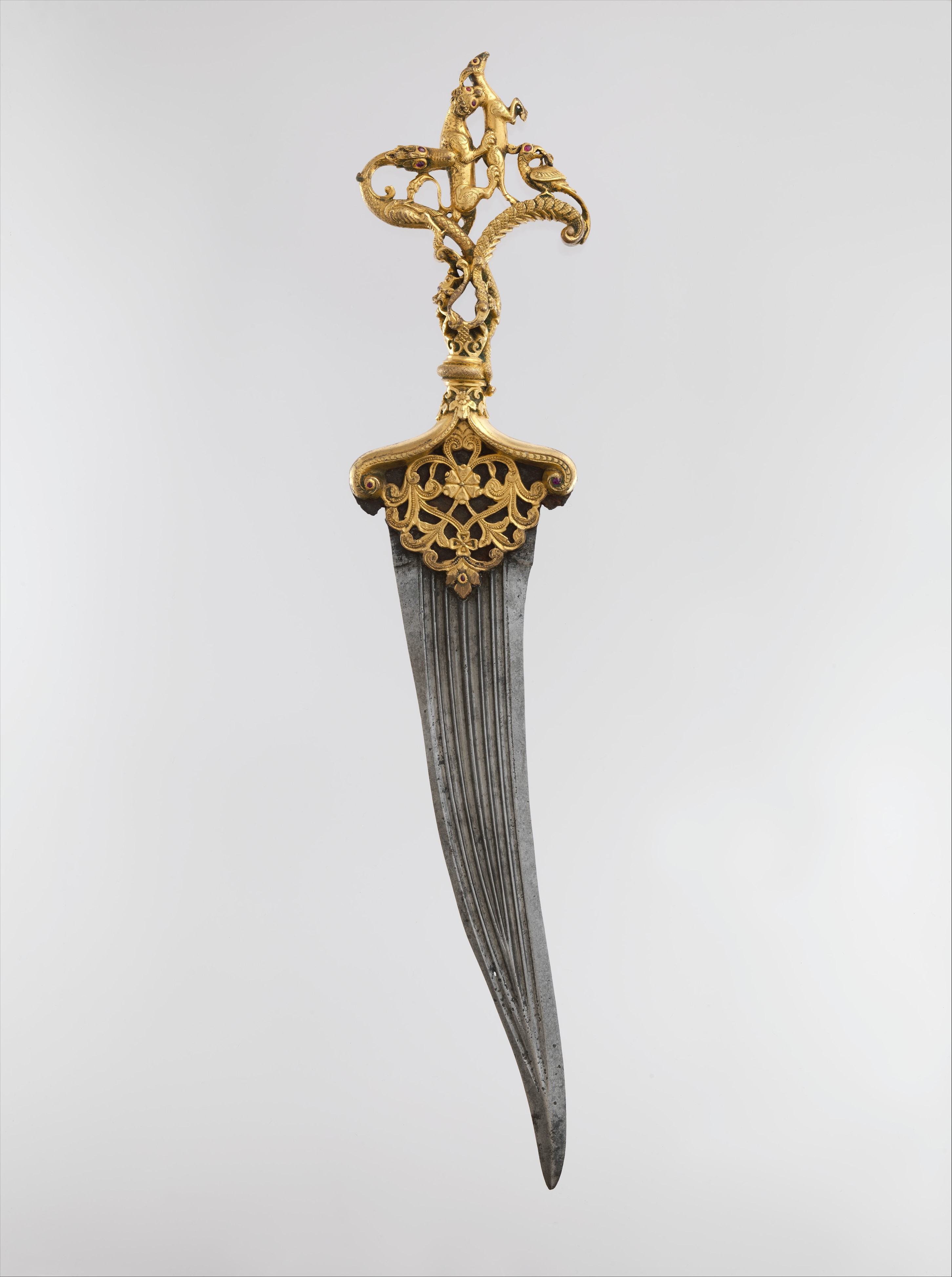
Daga con empuñadura zoomorfa, ca., [https://commons.wikimedia.org/wiki/File:Dagger_with_Zoomorphic_Hilt_MET_DP253146.jpg Metropolitan Museum of Art

La daga fue muy popular como arma de esgrima y defensa personal en la España de los siglos XVII y XVIII, donde se la denominaba daga o puñal. Durante la época del Renacimiento la daga se utilizaba como parte de la vestimenta cotidiana, y los puñales eran la única arma que los plebeyos podían llevar encima.
En inglés, los términos poniard y dirk son préstamos de finales del siglo XVI a principios del XVII, este último en la grafía dork, durk (presumiblemente a través del bajo alemán, neerlandés o escandinavo dolk, dolch, en última instancia de un tulich eslavo occidental), la grafía moderna dirk data del escocés del siglo XVIII.
A partir del siglo XVII, otra forma de daga -la bayoneta de clavija y más tarde la bayoneta- se utilizaba para convertir los mosquetes y otras armas largas en lanzas montándolas en el cañón. Periódicamente se utilizaban para comer; el brazo también se utilizaba para otras tareas diversas, como remendar botas, reparar casas y realizar trabajos agrícolas. La función final de la daga era la de ser un medio obvio y ostentoso para realzar la vestimenta personal del hombre, ajustándose a la moda que dictaba que todos los hombres las llevaran.

### Período moderno (siglosXIXalXXI)

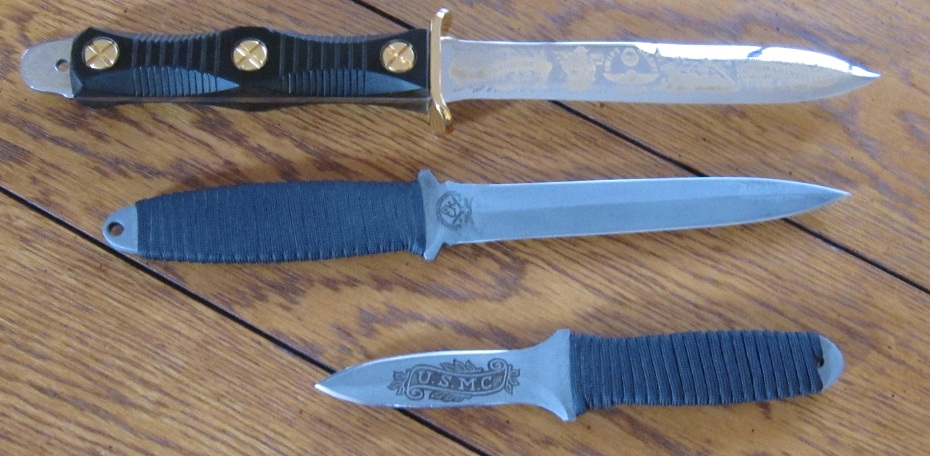
Dagas del

La guerra de trincheras de la Primera Guerra Mundial hizo que las dagas y los cuchillos de combate volvieran a entrar en juego. También sustituyeron a los sables que llevaban los oficiales, que eran demasiado largos y torpes para la guerra de trincheras. Se llevaban con orgullo como signo de haber servido en el frente.
Los puñales alcanzaron notoriedad pública en el siglo XX como adorno de los uniformes durante las dictaduras fascistas de la Italia de Mussolini y la Alemania de Hitler. Otros países, como Japón, también utilizaron las dagas de gala, pero nunca en la misma medida. Como equipo de combate fueron llevadas por muchas fuerzas de infantería y comandos durante la Segunda Guerra Mundial.  Los comandos británicos y otras unidades de élite recibieron una daga especialmente delgada, el cuchillo de combate Fairbairn–Sykes, desarrollado por William E. Fairbairn y Eric A. Sykes a partir de experiencias reales de combate cuerpo a cuerpo obtenidas mientras servían en la Policía Municipal de Shanghái. La daga F-S resultó ser muy popular entre los comandos, que la utilizaban principalmente para la eliminación de centinelas. Algunas unidades de los U.S. Marine Corps Raiders en el Pacífico recibieron una daga de combate similar, el Marine Raider stiletto, aunque este diseño modificado no tuvo mucho éxito cuando se utilizó en el tipo de combate con cuchillos que se encontró en el teatro del Pacífico debido a que esta versión utilizaba materiales y técnicas de fabricación inferiores.
Durante la guerra de Vietnam, el Gerber Mark II, diseñado por el capitán del ejército estadounidense Bud Holzman y Al Mar, fue un popular patrón de cuchillo de combate que fue adquirido de forma privada por muchos soldados y marines estadounidenses que sirvieron en esa guerra.
Aparte de las fuerzas militares, la mayoría de las dagas ya no se llevan abiertamente, sino ocultas en la ropa. Una de las formas más populares de daga ocultable es el cuchillo de bota.  El cuchillo de bota no es más que una daga acortada que es lo suficientemente compacta como para ser llevada en la parte inferior de la pierna, por lo general por medio de una vaina enganchada o atada a una bota u otro calzado.

## Descripción

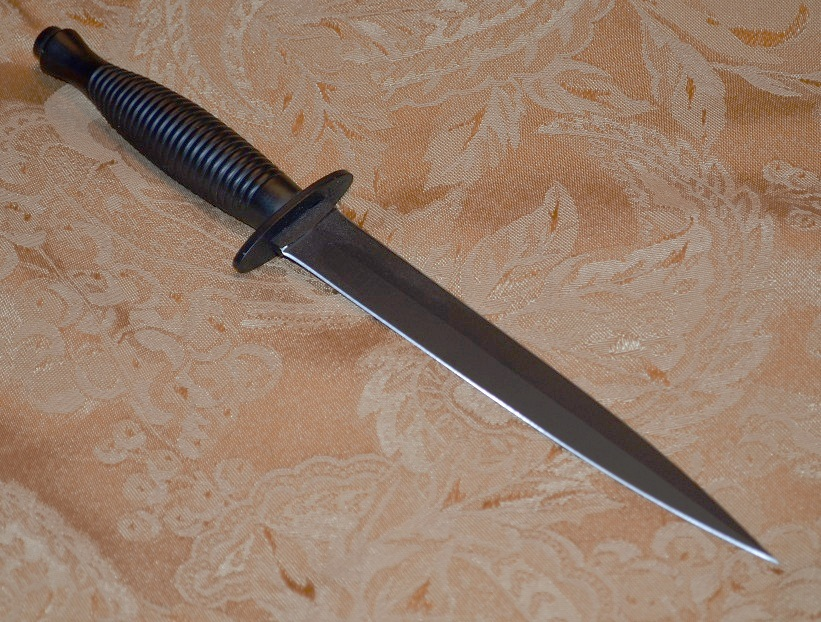
El cuchillo de combate Fairbairn–Sykes, un tipo moderno de daga.

Un puñal es un cuchillo con una punta muy afilada y generalmente dos bordes afilados, típicamente diseñado o capaz de usarse como arma de empuje o apuñalamiento. Los puñales se han utilizado a lo largo de la historia de la humanidad para enfrentamientos de combate cuerpo a cuerpo, y muchas culturas han utilizado puñales adornados en contextos rituales y ceremoniales. La forma distintiva y el uso histórico del puñal o daga la han hecho icónica y simbólica. Un puñal o daga en el sentido moderno es un arma diseñada para el combate a corta distancia o la autodefensa; debido a su uso en ensamblajes históricos de armas, tiene asociaciones con asesinatos y asesinatos. Los cuchillos de doble filo, sin embargo, juegan diferentes tipos de roles en diferentes contextos sociales.
Una amplia variedad de cuchillos de empuje se han descrito como dagas, incluidos los cuchillos que tienen un solo filo, como la daga rondel europea o el pesh-kabz afgano, o, en algunos casos, sin filo en absoluto, como el estilete del Renacimiento. Sin embargo, en los últimos cien años más o menos, en la mayoría de los contextos, una daga tiene ciertas características definibles, incluida una hoja corta con una punta afilada, una espina central o más completa, y por lo general dos filos afilados a lo largo de toda la hoja o casi. La mayoría de las dagas también cuentan con un protector transversal completo para evitar que la mano avance hacia los bordes afilados de la hoja.
Las dagas son principalmente armas, por lo que la legislación sobre cuchillos en muchos lugares restringe su fabricación, venta, posesión, transporte o uso.